# Érzékszervi fogyatékosság
Az érzékszervi fogyatékosságok körébe azok a fogyatékos állapotok tartoznak, amelyek az érzékszervek sérülését foglalják magukban. Többnyire a látás- és a hallássérülteket (vakok, gyengénlátók, siketek, nagyothallók, siketvakok) sorolják ide, mert a többi érzék sérülése csak ritkán okoz fogyatékosságot. Ismert azonban a fájdalom érzésére képtelen állapot is, ami könnyen halálos lehet, valamint a nagy bőrfelületek érzéketlensége is, ami jellemzően mozgássérüléssel jár együtt.
Sok különböző okuk lehet; lehetnek veleszületettek vagy szerzettek. Súlyosságuk változó: a nagyothallók és a gyengénlátók kisebb mértékben sérültek, mint a siketek és a vakok. Erősségét látássérülés esetén vízusban, hallássérülés esetén decibelben mérik, és az ép látó- és hallóképességhez viszonyítják. A súlyossági fokozat mellett a típus is fontos jellemző: a látás és a hallás különböző képességeinek sérülése meghatározza a megmaradt képességeket. A cochleáris implantáció egy újabb hallássérült alcsoportot hozott létre. Közös jellemzőjük az információhiány, amit részben kompenzál a megmaradt érzékek kifinomulása és a figyelem. A sérült érzéktől függően a kontroll hiánya miatt érinthetik a mozgást vagy a beszédet akkor is, ha az adott mozgásszervek épek. A siketek tagadják, hogy emiatt beszédfogyatékossá is válnak, hiszen jelnyelven még akkor is beszélnek, ha hangzó nyelven nem.
Segédeszközként a hallássérültek hallókészülékeket vagy implantátumot használnak. A látássérülteknek több segédeszköz áll rendelkezésre, amelyek segítenek a mindennapi életben. A legismertebb és jelvényként is használt a fehér bot. A gyengénlátóknak olvasótévé, nagyítók, szemüvegek és más látást segítő eszközök állnak rendelkezésre, míg a vakok a bot mellett különféle beszélő eszközöket használnak. A számítógép használatában a vakokat felolvasóprogramok és Braille-kijelző támogatja. Emellett élőlények segítségét is igénybe veszik, például vakvezető és jelzőkutyákét. A siketek kommunikációjában nélkülözhetetlenek a jeltolmácsok, azonban a jelnyelvre nem segédeszközként, hanem kultúrájuk meghatározó elemeként tekintenek.
A segédeszközök mellett különféle módszerek is segítik az életüket. A vakok közül csak nagyon kevesen ismerik a Braille-írást. Számos ilyen különféle eljárást használnak, hogy például ne kelljen belenyúlniuk a forró folyadékba annak öntése közben. A siketeket szájról olvasni és beszélni is tanítják. Mindezeket a módszereket a rájuk szakosodott gyógypedagógusok tanítják: a látássérülteket tiflopedagógusok, a hallássérülteket szurdopedagógusok.